# Šefket Kurt
Muhamed Šefket ef. Kurt (Travnik, 1879. – Tuzla, 21. lipnja 1963.), bošnjački teolog, banjalučki i tuzlanski muftija. Zaslužan je za spašavanje života više desetina Srba tijekom Drugog svjetskog rata.

## Životopis
Muhamed Šefket ef. Kurt rođen je u Travniku 1879. godine, gdje završio mekteb i počeo učiti u medresi pred svojim ocem Fadilom. Kad mu je 1893. godine otac umro, otišao je iz Travnika u Mostar djedu hadži Ahmetu gdje je završio ruždiju i jednu godinu slušao predavanja poznatog mostarskog alima Ali Fehmi ef. Džabića, muftije i borca za vjersku autonomiju bosanskohercegovačkih muslimana. Godine 1895., nakon smrti djeda Ahmeta, otišao je u Sarajevo i upisao se u 
Kuršumliju medresu iz koje je nakon godinu dana otišao studirati u Istanbul. Tamo je studirao punih deset godina i otišao u Damask radi učenja arapskog jezika. Po povratku u Bosnu i Hercegovinu 1908. godine postavljen je za imama i hatiba hadži Ali-begove džamije i muderisa njegove medrese u Travniku. 
S obitelji živi u Travniku do 1914. godine. Šefket ef. Kurt se 1914. godine seli u Banjaluku, gdje je postavljen na mjesto muftije. U Tuzlu je stigao 1925. godine i ostao muftija sve do 1933. godine, kada je izabran za člana Ulema-medžlisa u Sarajevu. Umirovljen je 1936. godine.
Početkom rata 1941. godine 108 najviđenijih sarajevskih Bošnjaka usvojilo je rezoluciju u kojoj se konstatuje teško stanje i progon srpskog stanovništva i traži da se to prekine. Slične rezolucije su donesene u Banjoj Luci, Prijedoru i Bijeljini. U Mostaru takva rezolucija je osvojena 21. listopada 1941. godine.  Dana 11. prosinca 1941. godine izglasana je i Tuzlanska rezolucija. Njen prvobitni tekst bio je napisan u izuzetno oštrom tonu, pa je odlučeno da se tekst ne šalje, nego da u Zagreb ode delegacija od jedanaest Bošnjaka i tri Hrvata i da usmeno prosvjeduje u vladi Nezavisne Države Hrvatske zbog zločina. Same rezolucije nisu postigle veći uspjeh, a progoni, ubojstva i mučenja su nastavljeni.
Badnja večer u zimu 1942. godine trebalo je da bude i posljednje u životima nekoliko stotina pravoslavnih Srba, jer su ustaške vlasti u okupiranoj Tuzli namjeravale srušiti Saborni hram Uspenja Presvete Bogorodice. Usporedo s rušenjem tuzlanske pravoslavne crkve, ustaše su namjeravale počiniti masovnu egzekuciju civila srpske etničke pripadnosti na Badnjak.
Informacija o pripremi monstruoznog ustaškog plana doprla je do Šefketa ef. Kurta, koji je okupio ugledne Tuzlake i sročio rezoluciju koja je dostavljena njemačkim okupacionim snagama. Potpukovnik Wist, njemački komandant grada, hitro je reagirao, te su po Tuzli istaknuti plakati s upozorenjem "da nitko nikoga ne smije zlostavljati, oduzimati ili rušiti tuđu imovinu i dirati živalj koji slavi [Badnjak i Božić]".
Poslije rezolucije upućene njemačkim okupacionim snagama, Šefket ef. Kurt i hadži Hasan-aga Pašić, nekadašnji gradonačelnik Tuzle, predvodili su delegaciju koja se sastala s Andrijom Artukovićem, ministrom unutrašnjih poslova Nezavisne Države Hrvatske, inače jednim od najbližih suradnika Ante Pavelića. Njihov razgovor nije bilo nimalo prijatan, a u jednom trenutku, kako će kasnije ispričati svjedoci, Artuković je repetirao svoj luger i krenuo na Kurta i Pašića. Preostali članovi delegacije tuzlanskih uglednika poručili su Artukoviću da će cijela Tuzla "otići u šume", ako ubije Kurta i Pašića. Ovo je odvratilo Artukovića od namjere.
Dvojica sinova Šefket ef. Kurta, Asim i Enver poginuli su kao pripadnici partizanskih jedinica u NOB-u.
Šefket ef. Kurt ostao je u Tuzli sve do smrti. Preminuo je 21. lipnja 1963. godine u 84. godini. Desetak tisuća građana Tuzle i okoline (pripadnika svih etničkih i vjerskih zajednica) došlo je na njegovu dženazu, a dirljiv govor održao je prota Đorđe Jovanović. Uslišena je intimna i neuobičajena molba prote Jovanovića, da on bude taj koji će u efendijin grob sići prije njega, dočekati tabut s efendijinim tijelom i položiti ga u grob.
Osobnu knjižnicu Šefketa ef. Kurta poslije smrti njegov sin dr. Alija Kemal poklonio je Gazi Husrev-begovoj knjižnici u Sarajevu. Ulica pored Mejdanske džamije u Tuzli danas nosi ime Šefketa ef. Kurta. Godine 2020. snimljen je dokumentarni film "Efendijin zavjet", koji ima za cilj da podsjeti na muftijin herojski čin u spašavanja tuzlanskih Srba.

## Priznanja
- Orden bratstva i jedinstva

## Vanjske povezice
- Šefket-ef. Kurt: Muftija koji je Srbe spašavao od genocida